# Haqayo Malaasle
Haqayo Malaasle (ook: Haqi Malasleh, Xaqayo-Malaas, Cobol) is een dorp in het district Oodweyne, regio Togdheer, in de niet-erkende staat Somaliland (en dus formeel gelegen in Somalië).
Haqayo Malaasle ligt op ca. 1270 m hoogte aan de wadi Haqayo Cobole op een hoogvlakte aan de zuidkant van het Golis gebergte (Qar Golīs), ruim 24 km ten noorden van de districtshoofdstad Oodweyne. Het dorp wordt omringd door zo'n 45 berkads, de meesten daarvan zijn omheind.
Klimaat: Haqayo Malaasle heeft een gemiddelde jaartemperatuur van 20,9 °C; de temperatuurvariatie is gering; de koudste maand is januari (gemiddeld 16,8°); de warmste juni (23,8°). Regenval bedraagt jaarlijks ca. 363 mm met april en mei als natste maanden van de zgn. Gu-regens; in beide maanden valt ca. 67 mm. Het droge seizoen is van december - februari.